# 요시코 내친왕 (1779년)
요시코 내친왕(일본어: 欣子 内親王 よしこ ないしんのう[*], 안에이 8년 1월 24일 (1779년 3월 11일) - 고카 3년 6월 20일 (1846년 8월 11일))은 일본의 119대 천황인 고카쿠 천황의 황후 (중궁)이다. 아명은 온나이치노미야 (女一宮), 여원호는 신세이와인 (新清和院)이다.

## 계보
118대 고모모조노 천황의 1황녀이자, 유일한 자녀이다. 어머니는 섭정 태정대신 코노에 우치사키의 딸인 뇨고 코노에 코레코 (세이카몬인)이다. 어머니 코레코의 사후, 친할머니 뻘인 이치죠 토미코 (쿄레이몬인)을 양어머니로써, 그녀의 손에서 자라게 되었다. 고카쿠 천황은 남편이자, 재종조부 (할아버지 모모조노 천황의 육촌동생)이다. 나카미카도 천황의 유일한 현손이며, 자신과 마스히토 친왕을 포함한 그 자손의 죽음로, 나카미카도 천황통 (나카미카도 천황의 직계 후손)은 끊겼다.

## 약력
태어난 해에 아버지 고모모조노 천황이 승하했다. 하지만, 천황에게는 요시코 내친왕 외에 자녀가 없었기 때문에, 황위는 방계인 칸인노미야 스케히토 친왕의 6남 사치노미야 (훗날의 고카쿠 천황)을 맞이해 계승하게 하였다. 이때 황통의 연속성을 나타내기 위해, 나카미카도 천황 직계의 피를 이어받은 유일한 황녀였던 요시코 내친왕의 새로운 천황에게의 입내가 계획되었으며, 이 관점에서 미혼인 사치노미야 모로히토가 선정되었다고도 한다.
출생 이듬해인 안에이 9년 12월 13일 (1781년 1월 7일) 내친왕 선하를 받고, 간세이 5년 12월 24일 (1794년 1월 25일)에 준삼후 선하를 거쳐, 이듬해인 간세이 6년 3월 1일 (1794년 3월 31일)에 입내하였다. 같은 해 3월 7일 (4월 6일), 중궁에 책립된다. 참고로 내친왕이 중궁입후한 것은 고다이고 천황의 중궁 슌시 내친왕 (고후시미 천황의 1황녀 신무로마치인) 이후 무려 460년만의 일이었다.
입내하고 6년 후인 간세이 12년 1월 22일 (1800년 2월 15일), 3황자 마스히토 친왕을 출산했다. 마스히토 친왕이 황태자로 정해지지만, 같은 해 4월 4일 (4월 27일)에 요절하였다. 그래서, 대신해서 분카 4년 7월 18일 (1807년 8월 21일)에 텐지 카쥬지 타다코의 소생인 4황자 유타노미야 아야히토 (훗날의 닌코 천황)을 황태자로 삼았는데, 이때 유타노미야를 자신의 친자로 공칭하였다.

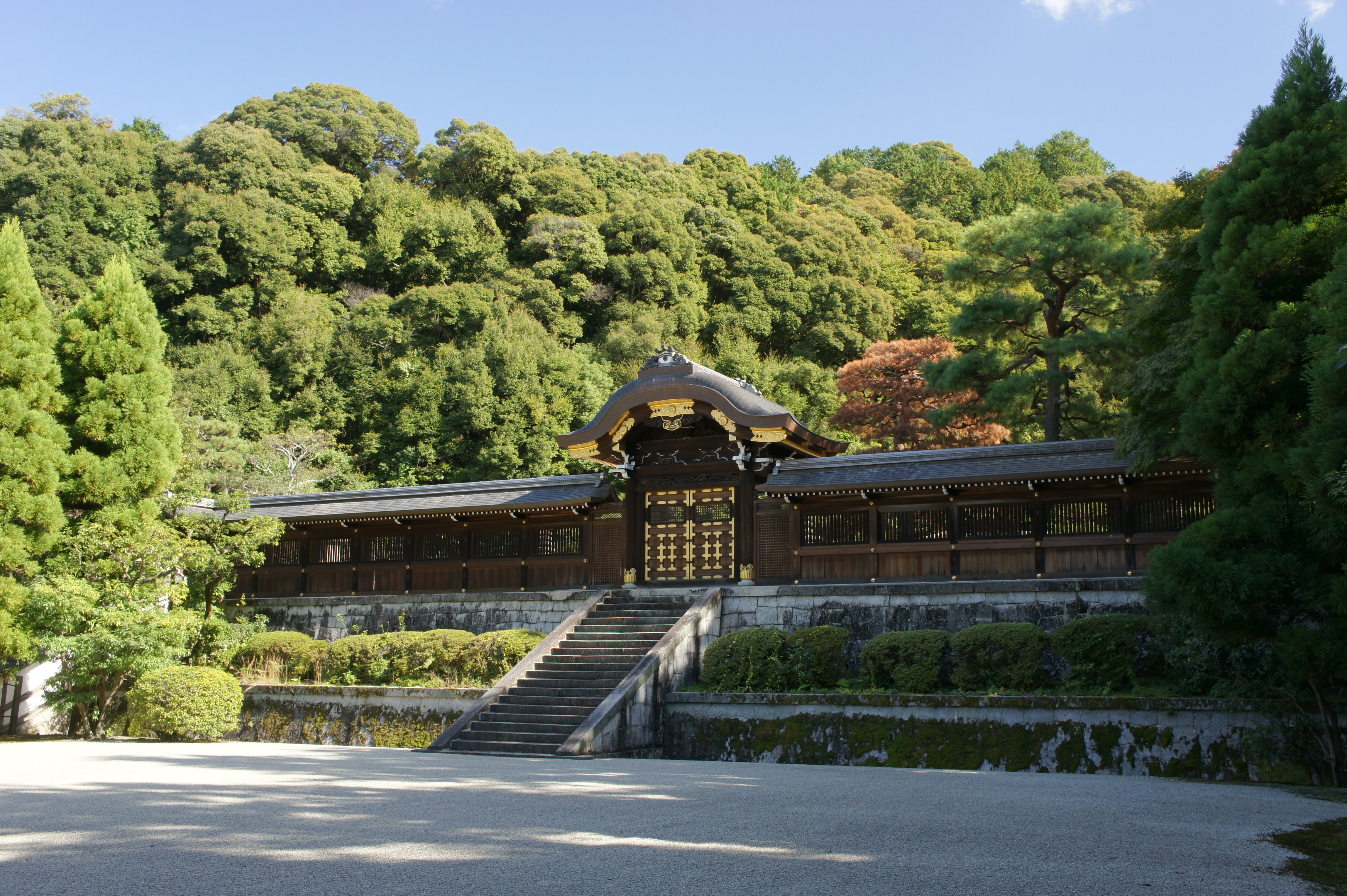
능소인 노치노츠키노와릉 (교토부 교토시 히가시야마구 센뉴지)

이후, 분카 13년 1월 28일 (1816년 2월 25일)에 7황자 노부히토 친왕을 출산하는데, 이 역시 분세이 4년 2월 11일 (1821년 3월 14일)에 6살의 나이로 요절하였고, 이로써 나카미카도 천황의 황통은 완전히 끊기게 되었다. 덧붙혀, 마음의 병으로 인해 고쇼를 방황하기도 하고, 고사쿠라마치인의 분노를 키웠다는 기사가 『마음대로의 기』로 보인다.
분카 14년 3월 22일 (1817년 5월 7일), 남편 고카쿠 천황이 닌코 천황에게 양위했고, 3년 뒤인 분세이 3년 3월 14일 (1820년 4월 26일)에 황태후가 되었다. 덴포 11년 11월 18일 (1840년 12월 11일), 고카쿠 상황이 승하하였고, 이듬해인 덴포 12년 윤1월 22일 (1841년 3월 14일)에 출가하여, 여원호 선하를 받아 신세이와인(新清和院)이라는 칭호를 받았다.
고카 3년 6월 20일 (1846년 8월 11일), 68세의 나이로 승하해, 7월 23일 (9월 13일), 교토부 교토시 히가시야마구 센뉴지의 노치노쓰키노와 능에 묻혔다.